# Charlie Brill
Pour les articles homonymes, voir Brill.
Charlie Brill est un acteur américain né le 13 janvier 1938 à Brooklyn, New York (États-Unis).

## Biographie
Il est connu à la télévision dans les années 90 pour avoir interprété le rôle principal du capitaine Harry Lipschitz dans la série Les Dessous de Palm Beach de 1993 jusqu'en 1999.
Dans Les Dessous de Palm Beach, Harry Lipschitz est marié avec Frannie (jouée par Mitzi McCall).
Il est également présent dans plusieurs autres séries telles que : Sliders : Les Mondes parallèles, Star Trek: Deep Space Nine, Fame, Arabesque, Les deux font la paire, Wonder Woman, Simon et Simon, Charles s'en charge, L'Incroyable Hulk ou encore Pour l'amour du risque.
Il se marie en 1960 avec l'actrice Mitzi McCall, rencontrée un an plus tôt. Le couple a une fille. 

## Filmographie
- 1958 : The Beast of Budapest : Josef, radio station worker
- 1967 : Star Trek (série télévisée) - Saison 2 épisode 15, épisode  Tribulations (The Trouble with Tribbles) de Joseph Pevney : Arne Darvin
- 1968 : Le Fantôme de Barbe-Noire (Blackbeard's Ghost) de Robert Stevenson : Edward
- 1968-1969 : Laugh-In (série télévisée)
- 1976 : The Amazing Dobermans (en) de Byron Ross Chudnow : Proy
- 1978 : Matilda de Daniel Mann : Barker
- 1978 : Chips - Saison 2 épisode 5 : Un dépanneur
- 1979 : Young Love, First Love (TV) : Mr. Quinlan
- 1979 : Supertrain : Robert
- 1980 : Pray (TV) : Dr Ramirez
- 1980 : Comme au bon vieux temps (Seems Like Old Times) de Jay Sandrich
- 1980 : Une nuit folle, folle (Midnight Madness)  de Michael Nankin et David Wechter : Tennant #1
- 1982 : Docteurs in love (Young Doctors in Love) de Garry Marshall : Dr Quick
- 1983 : Canyon Prison (Off the Wall) : Machine Shop Foreman
- 1983 : The Man Who Wasn't There (en) de Bruce Malmuth : Rostoloni
- 1986 : The Malibu Bikini Shop de David Wechter : Sol Felderman
- 1988 : Bloodstone (en) de Dwight H. Little : Inspector Ramesh
- 1989 : Sangue negli abissi de Raffaele Donato et Joe D'Amato : Ben's Father
- 1989 : Le Beau, la Brute et le Malin (W.B., Blue and the Bean) (vidéo) : Alan
- 1990 : Wishful Thinking de Murray Langston : Marty Anderson
- 1993-1999 : Les Dessous de Palm Beach (série télévisée) : Capitaine Harry Lipschitz (1993-1999)
- 1992 : Mother Goose & Grimm (en) (série télévisée) : Grimmy (voix)
- 1993 : I Yabba-Dabba Do! (en) (TV) : Additional Voices (voix)
- 1993 : Hollyrock-a-Bye Baby (en) (TV) (voix)
- 2000 : Boys Life 3 (en) de Gregory Cooke et David Fourier : Winkler (segment Inside Out)